# Veille environnementale
La veille environnementale est la veille qui porte sur les informations, les statistiques et données environnementales et de santé environnement, la  règlementation et les perspectives et tendances concernant le domaine de l'environnement (biodiversité, climat, services écosystémiques, déchets, énergie...).
Elle est un élément important du travail de prospective de différents groupes, acteurs et collectivités.
Elle cherche notamment à détecter les phénomènes émergents qui ont ou auront une importance sur les facteurs environnementaux tels que l'eau, l'air, le sol, la faune, la flore, la biodiversité des espèces, les écosystèmes, les équilibres écologiques ou climatiques ou dans le domaine Santé-environnement (toxicologie, écotoxicologie, épidémiologie, écoépidémiologie...)
Le domaine environnemental prenant une importance croissante dans la culture moderne, la plupart des ressources primaires venant de la biodiversité et la plupart des sources d'énergies étant susceptibles d'avoir des impacts environnementaux importants, la veille environnementale est devenue à la fin du XXe siècle une des composantes importantes de l'intelligence économique. Les entreprises ont en effet intérêt à anticiper sur les évolutions règlementaires (ex : directive Reach), ainsi que sur les changements environnementaux locaux ou globaux qui peuvent ou qui pourront les affecter (Cf. par exemple le Rapport Stern).

## Sources
Les informations peuvent être collectées auprès de différentes sources :
- publications scientifiques et de vulgarisation, rapports régionaux ou internationaux (ex : Géo 3, rapports du GIEC, Évaluation des écosystèmes pour le millénaire , etc.) ;
- colloques, séminaires, conférences, films ou reportages spécialisés ;
- Collectivités territoriales ;
- bases de données spécialisées ;
- réseaux relationnels ;
- fédérations interprofessionnelles des métiers de l'environnement ;
- ONG environnementales ;
- agences spécialisées (par exemple en France, l'Ademe, l'IFEN, agences de l'eau, AFSSA, AFSSET, etc. qui assurent elles-mêmes un service de veille[1] ) ;
- bureaux d'études spécialisés dans l'activité de veille (la plupart se concentrent sur la veille juridique mais quelques-uns proposent des veilles thématiques suivant les besoins de leurs clients) ;
- groupes de travail en entreprise ;
- groupes de travail hors entreprise ;
- associations professionnelles ;
- chambres consulaires (ex : chambres de commerce, chambres d'agriculture...) ;
- sites internet ;

En Europe, les règlementations sur l'environnement sont aujourd'hui le plus souvent issues des organismes de l'Union européenne : ce sont les directives européennes, transposées en lois dans chaque État de l'Union européenne dans un délai qui ne devrait pas dépasser deux ans environ.

## Veille environnementale au Québec

### Participation citoyenne
Dans le processus de la veille environnementale, le citoyen au Québec est appelé à jouer sa partition. En effet, parmi les institutions précédemment citées, certaines accordent une importance au point de vue du citoyen, au point d'intégrer ce dernier dans leur démarche.
Dans l’exercice de sa mission, en sus d’enquêter sur les dossiers que lui fournit le ministre chargé de l’Environnement, le BAPE « consulte les citoyens » en vue d’émettre son avis. De plus, dans le cadre des études d’impact environnemental qu’il entreprend, le BAPE, généralement, organise des audiences publiques auxquelles des administrés sont conviés à prendre part.
Les plaintes à caractère environnemental sont une autre forme de participation des citoyens dans la veille environnementale. Ceux-ci ont, en effet, la possibilité de faire un signalement au Centre de contrôle environnemental du Québec (CCEQ)au sujet d'une activité dont ils suspecteraient la non-conformité aux lois environnementales en vigueur.

### Organismes et veille environnementale
Plusieurs organismes appartenant à des secteurs d’activité très variés ont recours à la veille environnementale :
- Le Centre de Gestion de l’Équipement Roulant (CGER) en partenariat avec le Ministère des transports prévoit, depuis 2003, dans ses plans d’action annuels le maintien d’une veille environnementale en lien avec l’automobile et la machinerie lourde pour se prémunir d’équipements ayant un impact positif sur l’environnement grâce à une baisse de la consommation de carburant et des émissions de gaz à effet de serre[4]. Le CGER oriente ses recherches en fonctions des résultats obtenus lors des veilles environnementales. Ainsi, il participe à des essais de véhicules légers 100% électrique, de véhicules fonctionnant à l’hydrogène[5], du système E-Copilot pour camion[6], etc.
- Nature Québec / Union Québécoise pour la Conservation de la Nature (UQCN) a utilisé la veille environnementale de 2002[7] à 2009[8] dans le but d’orienter ses actions pour le développement durable de la société québécoise et la préservation de l’environnement[9].
- L’Institut Nordique de Recherche en Environnement et en Santé au Travail (INREST) se sert de la veille environnementale pour collecter des données climatiques et mener des études sur la qualité de l’eau et des sédiments ainsi que sur la faune et la flore[10].
- Les Conseils Régionaux de l’Environnement (CRE) utilisent la veille environnementale pour mettre en avant des mesures de protection de l’environnement à l’échelle régionale[11].
- Le Regroupement National des Conseils Régionaux de l’Environnement du Québec (RNCREQ) œuvre quant à lui au développement durable à l’échelle nationale et intervient dans les dossiers environnementaux les plus importants[11].
- La Société des Traversiers du Québec (STQ) a mis en place, lors de son plan stratégique de 2014-2018, une veille environnementale dans le but de modifier ses équipements maritimes pour minimiser les impacts négatifs sur l’écosystème marin[12].
- Le Musée canadien de la nature qui se trouve à Ottawa a instauré un programme veille environnementale afin de recenser tous les changements de la biodiversité environnante et du niveau des eaux[13].
- Le Ministère de l’agriculture, des pêcheries et de l’alimentation préconise la mise en place d’une veille environnementale par les entreprises pour les aider à s’adapter plus rapidement aux changements et à rester compétitifs sur le plan technologique et économique[14]. Les informations peuvent toucher la gestion, l’organisation[15], les technologies en entreprise, l’environnement, les préférences des consommateurs[16], etc.
- L’Agence de la santé et des services sociaux de la Capitale Nationale, Direction de santé publique prévoit dans son plan d’action le recours à la veille environnementale pour suivre l’évolution des changements climatiques dans le but d’adapter ses actions auprès de la population en fonction des variations de température[17].
- Le Bureau d’Audiences Publiques sur l’environnement (BAPE) utilise la veille environnementale pour orienter les décisions gouvernementales en faveur du développement durable[18].
- Le Ministère de l'Environnement et de la Lutte contre le Changement climatique auquel la Loi sur la Qualité de l’Environnement (LQE) attribue la responsabilité de "acquérir, construire, implanter et opérer sur toute partie du territoire du Québec, tous les appareils nécessaires à la surveillance de la qualité de l’environnement ainsi que mettre en œuvre tout projet expérimental concernant la qualité de l’eau, la gestion des eaux usées ou des matières résiduelles(...)[19].